# 葡萄牙奧林匹克委員會
葡萄牙奧林匹克委員會（葡萄牙語：Comité Olímpico de Portugal，簡稱葡萄牙奧委會或葡國奧委會及C.O.P.）是代表葡萄牙的國家奧林匹克委員會，現屬國際奧林匹克委員會、歐洲奧委會及葡語系奧林匹克委員會總會成員。葡萄牙奧委會現任會長是慕勒。